# Austre Høgvagltinden
De Austre Høgvagltinden is een berg behorende bij de gemeenten Luster (Sogn og Fjordane) en Lom (Oppland) in Noorwegen. De berg, gelegen in Nationaal park Jotunheimen, heeft een hoogte van 1916 meter.
De Austre Høgvagltinden is onderdeel van het gebergte Jotunheimen.